# فيليب بريور
فيليب بريور (بالإنجليزية: Philippe Prieur)‏ (من مواليد 2 مارس 1960) هو لاعب كرة قدم محترف سابق. لعب كمهاجم. كان عضوا في المنتخب الفرنسي الذي حصل على الميدالية الفضية في دورة ألعاب البحر الأبيض المتوسط عام 1987.